# رکسانا کوکوش
رکسانا کوکوش (به رومانیایی: Roxana Cocoș) (زاده ۵ ژوئن ۱۹۸۹) وزنه‌بردار اهل رومانی است.